# Journée de la langue bretonne
Vous êtes invité à donner votre avis sur cette page de discussion, de manière argumentée en vous aidant notamment des critères d’admissibilité ou en présentant des sources extérieures et sérieuses.  
Après avoir apposé le modèle {{Admissibilité}} sur une page, suivez les étapes expliquées sur Wikipédia:Débat d'admissibilité/Aide :
| 1. | Créez la page de débat d'admissibilité.                                                                      | Sauvegardez d’abord la page pour l’initialiser puis indiquez votre motivation.                       |
| 2. | Important : ajoutez une entrée dans la section Débat d'admissibilité du jour.                                | Utilisez ce texte : *{{L\|Journée de la langue bretonne}}                                            |
| 3. | Pensez à informer les contributeurs principaux de la page et les projets associés lorsque cela est possible. | Utilisez ce texte : {{subst:Avertissement débat d'admissibilité\|Journée de la langue bretonne}}~~~~ |

 (février 2011).
Si vous disposez d'ouvrages ou d'articles de référence ou si vous connaissez des sites web de qualité traitant du thème abordé ici, merci de compléter l'article en donnant les références utiles à sa vérifiabilité et en les liant à la section « Notes et références ».
La Journée de la langue bretonne (Devezh ar Brezhoneg) [Où ?][Quand ?]
a été créée avec pour objectif de favoriser les échanges (dans différents lieux en Bretagne) entre bretonnants, jeunes ou adultes, autour du thème de la langue bretonne.

## Lieux de rassemblement

### Carhaix
L'objectif de ce rassemblement est de donner à voir tout ce qui se fait en breton, faire se rencontrer le maximum de bretonnants. La journée est organisée un dimanche, par l'association Dazont ar Yezh (L'avenir de la langue), dont la présidente est Anne-Lise Deléon, enseignante à l'école Diwan de Carhaix.
Lena Louarn déclare en 2004, à l'occasion de la première « Journée de la langue bretonne » qui réunit 3 000 personnes sur le site des Vieilles Charrues, à Carhaix : « Tous les éléments sont réunis pour relancer notre langue. De nombreux outils ont été créés pour promouvoir le breton, tant dans le domaine de l'éducation, des médias, que dans la vie publique. » Et surtout, dans la population, « le sentiment est favorable. Il faut mieux coordonner tous ces efforts. Et changer de braquet ! » Comment accélérer le mouvement ? « Il faut mettre un terme à l'effondrement du nombre de locuteurs le plus tôt possible en ouvrant de nouveaux terrains à la langue afin que l'on puisse l'utiliser en toutes occasions. Et en favorisant le lien entre les différentes générations de locuteurs. »
Pour la 4e édition en 2007, un tremplin musical en langue bretonne est organisé le 2 juin, veille de la journée de la langue bretonne.

### Pays d’Auray
En octobre 2008, deux journées de la langue bretonne ont été co-organisées par Douar Alré et Kerlenn Sten Kidna, dans le cadre du festival de la culture bretonne en pays d'Auray, Bro Alré Gouil Bamdé.
Pour la journée de la langue bretonne 2014, à l'initiative de Ty Douar Alré, 700 élèves des filières bilingues, publiques et privées, se sont rencontrés dans le pays d’Auray  en octobre 2014.